# 慕尤丁·雅辛
丹斯里慕尤丁·莫哈末·雅辛（發音：[muhjɪddɪn bɪn ˈmuɦɑmmæd jɑ̀ssɪn]；1947年5月15日—），马来西亚身份证注册名玛希亚丁·莫哈末·雅辛，馬來西亞政治人物、土著团结党兼国民联盟主席，现任巴莪区国会议员。他曾是巫统成员，期间于2009年至2015年擔任副首相及巫統署理主席直至2016年，并于2020年至2021年担任馬來西亞第8任首相。
他自1978年以来当选巫统在柔佛巴莪国会议席的国会议员，期间先后被委任联邦直辖区副部长及贸工副部长。身为巫统柔佛主席，他于1986年至1995年担任柔佛州务大臣。1995年他回掌联邦事务，被委任青年及体育部长，1999年大选后担任国内贸易及消费者事务部长，2000年成为巫统副主席。在阿都拉·巴达威掌政期间慕尤丁担任农业部长（2004年－2008年）和国际贸易及工业部长（2008年－2009年）。
2008年，他竞选并在巫统署理主席的职位中获胜，于2009年被委任为副首相兼教育部长。就职教育部长期间，他结束了英语教数理科政策。2015年7月他因批评一个马来西亚发展有限公司丑闻（1MDB）而在内阁改组中被除名。2016年6月他被巫统开除党籍。之后与马哈迪·莫哈末成立土著团结党，加入希望联盟。馬來西亞於第十四屆大選完成首次政黨輪替，希盟政府上臺後慕尤丁獲委為内政部長（2018年－2020年）。
2020年2月，馬來西亞发生政治危機，期間他帶領土團黨退出希盟使希盟政府倒台，後與其他黨派組成國民聯盟上台執政，並獲國家元首蘇丹阿都拉任命為第8任首相，为马来西亚史上首位非民选首相。2021年8月16日，慕尤丁因失去國會下議院多数议員支持而辞去首相一职，成为马来西亚任期第2短的首相，任期仅14个月。随后他获元首委任為过渡首相直到2021年8月21日新首相依斯迈沙比里上任为止。2023年3月9日，慕尤丁在反贪会完成有关Jana Wibawa项目及相关问题的录供程序后被逮捕，同日晚间获得保释外出。

## 早期生活
慕尤丁在柔佛麻坡县麻坡出生，其父亲莫哈末雅欣是武吉斯人。莫哈末雅欣是在麻坡香妃城的伊斯兰学者，母亲哈嘉卡蒂嘉是爪哇人。
小学于马哈拉尼国小接受教育，毕业于依斯迈国中及麻坡高级中学。之后在马来亚大学考获经济及马来人研究学士学位（1971年）。完成学业后的慕尤丁，曾在柔佛州的公共部门担任培训及奖学金助理秘书。

## 政治生涯
1971年慕尤丁加入巫统，成为巴莪区部党员，开始其政治生涯。1976年他当选巴莪区部青年团长及秘书，之后成为巫统柔佛州青年团长至1987年。慕尤丁在巫统全国青年团执委里占有一席位；1984年，他取代奥斯曼沙阿成为巴莪区部主席，在柔佛州巫统党内地位逐步高升。从担任柔佛州行政议员，他最终成为柔佛州巫统主席及柔佛州务大臣。
慕尤丁在1978年竞选并当选巴莪区国会议员至1982年，担任外交部政务次长；之后升任至副部长，先后服务于联邦直辖区部及贸工部。1986年大选时，他不战而胜当选武吉士南邦州议席，并于8月13日成为柔佛州务大臣至1995年5月6日。1995年大选回归竞选巴莪国会议席。
他在内阁期间先后服务各种不同部门。1995年出任青年及体育部部长，1999年被调任至国内贸易及消费人事务部部长。2004年出任农业及农基工业部部长，2008年调至国际贸易及工业部部长。
1984年，慕尤丁参选巫统最高理事但落选，之后受委巫统柔佛州联委会主席及受委最高理事成员。1990年11月参选副主席职位但再次落选。1993年11月慕尤丁再次参选副主席，这次成功当选。1996年党选捍卫副主席职位失败。2000年党选再次当选副主席，直至2008年党选成功再上一层楼，成为巫统署理主席。

### 2009年巫统大会及党选
慕尤丁批评首相阿都拉·巴达威的权力转移计划“太久”，有舆论认为慕尤丁不直接表态地向阿都拉“逼宫”辞去首相退位。2008年全国大选期间，慕尤丁原打算继续保留在巫统里的职位，直到大选成绩差强人意，他才想要改变。
在2009年巫统党选期间，巫统高层进行改组，慕尤丁被赋予最高提名竞选署理主席。同时，他受到马六甲首席部长拿督斯里莫哈末.阿里.魯斯塔姆（简称阿里）及当时的乡村及区域发展部部长莫哈末.塔伊卜的挑战。根据民意调查，希望慕尤丁中选的人，远远超过另外两个对手。不过在巫统党员中，阿里的支持率超越了慕尤丁。不料，阿里因为涉及贿选被巫统纪律局禁选署理主席，使到慕尤丁胜券在握（因为塔伊卜不被看好中选）。最后，慕尤丁以1575票击败莫哈末·塔伊卜916票，正式當选为署理主席，2009年4月9日他被委任为第十任副首相兼教育部长。

### 副首相
2009年4月9日，慕尤丁受委为副首相。身为教育部长，他宣布政府中小学恢复使用马来语教数理，废除马来西亚教育部于2003年推行的英语教数理科政策。在接受英国新闻台访问时，记者问到关于一个马来西亚理念有什么看法时，他回答马来人优先才是马来西亚人。
2015年6月5日沙巴地震后，慕尤丁视察灾区，指示国家安全理事会推出地震预警系统，并表示沙巴6个地区的23间学校受到地震影响。同年7月28日，因为他公开批评一个马来西亚发展有限公司丑闻（1MDB）而在内阁大改组被除名，其位置被时任的内政部部长阿末扎希兼任；据英国广播公司（BBC）报导，时任首相纳吉·阿都拉萨声称，撤换副手慕尤丁是艰难的抉择，并认为慕尤丁不应该在公开场合发表意见不同的见解，而由于慕尤丁是巫统署理主席，他继续批评巫统。2016年6月24日，纳吉宣布决定开除慕尤丁和前吉打州务大臣慕克里·马哈迪的党籍，因两人与反对党同台，批评巫统和党领袖，在党纪犯下大罪。慕尤丁事后表示自己不曾背叛党，还是会继续发声。纳吉开除慕尤丁党籍的决定引发部分巫统党员不满。

### 内政部长（2018—2020）

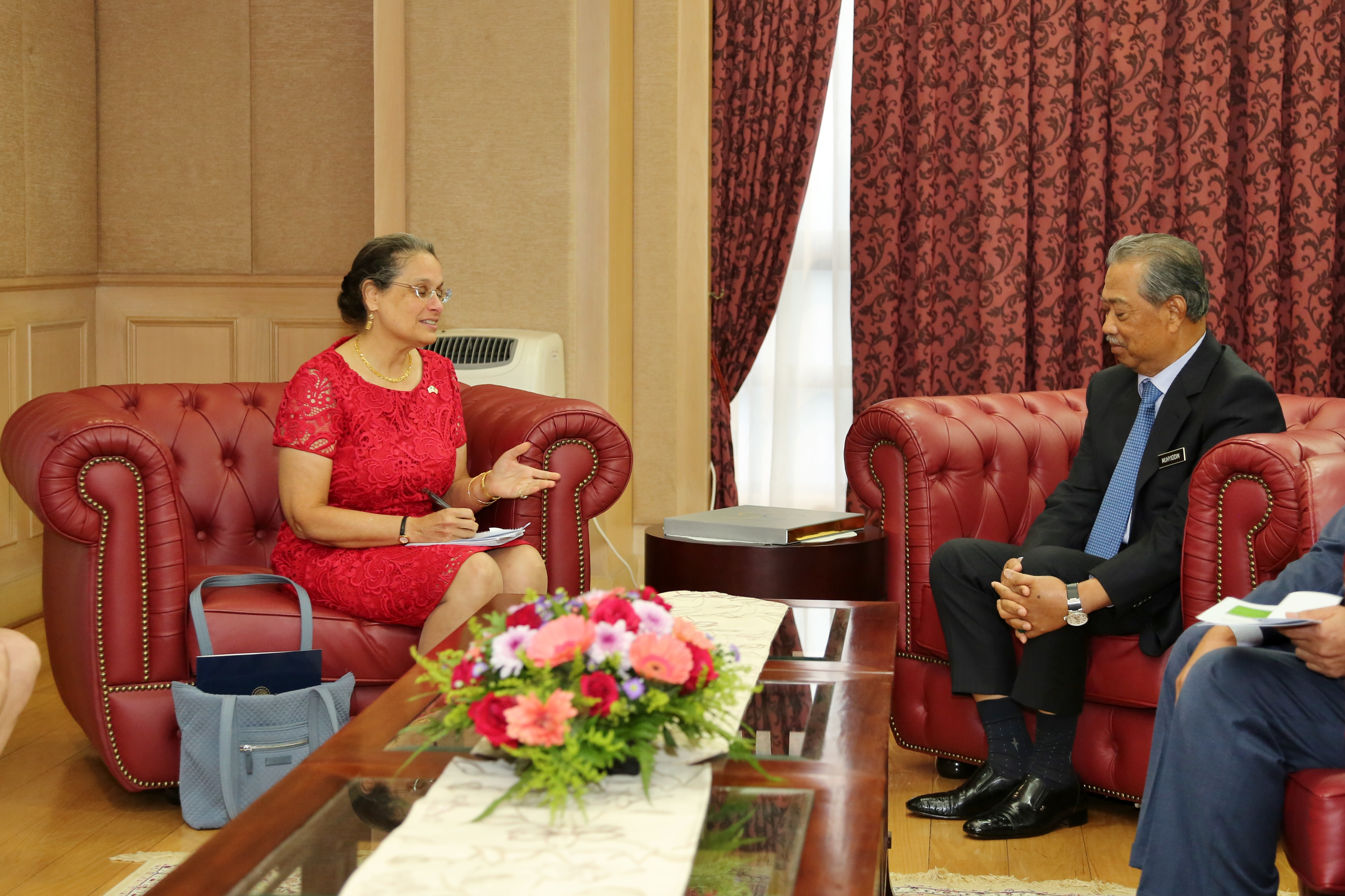
2019年9月11日慕尤丁与美国驻马大使雷荷花会面

2016年8月，慕尤丁与前首相马哈迪·莫哈末注册成立新政党「土著团结党」，慕尤丁为该党主席，而马哈迪及其儿子慕克里·马哈迪分别担任党總裁和副主席；該政党主要向土著开放，非土著虽可以入党但不能参与党选及投票。马哈迪曾表示如果下一场大选希望联盟胜出，而安华·依布拉欣又无法参选，该党将会建议委任慕尤丁担任首相一职。2018年5月21日，新任首相马哈迪委任慕尤丁为内政部长，后在2021年2月17日资深媒体人佐汉嘉化转访马哈迪时他透露，虽然在希盟政府时期，慕尤丁对财政部长一职感兴趣，但他还是选择委任林冠英担任财长。
7月12日，慕尤丁因被诊断患初期胰腺肿瘤而入院，接受切除胰脏瘤的手术，首相马哈迪代替慕尤丁代掌内政部长职，并与妻子茜蒂哈斯玛于7月28日到医院探望慕尤丁。
2019年12月8日，慕尤丁促请各方停止发表触动马来西亚人敏感议题的言论，并强调内政部严正看待被视为破坏国家稳定的挑衅，尤其是侮辱国家象征。他也表示警方已针对侮辱国旗及国歌的行为，以及纪念马来亚共产党或复兴共产主义的活动展开调查。

### 政治危机
2020年2月24日，时任首相马哈迪突然宣布辞退相位和土团党总裁二职，引发政局大地震。土著党随后宣布退出希望联盟，身为土团党总裁的慕尤丁表明支持马哈迪继续任相，马哈迪随后也回鍋担任土团党總裁。之后数日，希望联盟剩下的三个政党正力图稳定各州政权之际，慕尤丁趁机加入夺取首相职位的争斗，并与同属政党的敦马哈迪展开对立，获得伊斯兰党首位签署支持。慕尤丁也与国阵成员巫统和馬華公會合作，并吸收被公正党开除的阿茲敏阿里阵营的国会议员组成「国民联盟」，希盟、净选盟等则批评该阵营为“后门政府”。
2月29日，國家元首苏丹阿都拉听取慕尤丁已经获得国会下议院多数议员的信任，根据马来西亚联邦宪法宣布他就任第8任马来西亚首相人选。然而，马哈迪及希盟一方也宣称自己获得过半议员支持，并指责慕尤丁和其派系是背叛人民意愿的叛徒，马哈迪及希盟宣布将在国会复会后提呈不信任动议。该动议后因5月18日大約一小时的议会与7月13日撤换了马来西亚国会下议院议长莫哈末阿里夫与副议长倪可敏的行动而宣告失败。

## 首相（2020—2021）
2020年3月1日，慕尤丁在國家元首苏丹阿都拉的任命下，在一片争议声中正式就任马来西亚第八任首相。3月4日，慕尤丁复函下议院议长，正式要求将国会第三季会议从原定的3月9日延后至5月18日才复会，以便让新内阁部长有时间适应及准备。3月10日，其68名内阁成员正式就职。
慕尤丁也是马来西亚有史以來，接获最多不信任动议的首相，馬來西亞下議院曾在2020年10月接到25个针对慕尤丁的不信任动议。

### 外交政策
慕尤丁任相期间，其政治策略几乎完全建立在国内问题上，在外交政策上较内向。慕尤丁在2020年5月8日曾接获来自美国总统唐纳德·特朗普的来电，双方除了讨论COVID-19疫情，也强调国际社会合作对抗疫情的重要性。同年11月20日，他担任2020年亚太经合组织峰会主办国主持，在设定的「优化人类潜力，迈向共享繁荣的未来」主题下推出《吉隆坡宣言》，促进公平获得安全、优质、有效和负担得起的疫苗，以及对维护人民健康和福祉、促进创新的其他医学应对措施的重要性，获得21个参与国家支持。

### 经济政策
慕尤丁上任后，为消除2019冠狀病毒病疫情带来的经济影响，实施了各项振兴经济配套，包括上任初期宣布的2500亿令吉的「关怀人们振兴经济配套」（PRIHATIN），以减轻商界及各阶层人民的负担。之后推出协助企业及中小型企业（附加措施）配套，拨款100亿令吉协助国内中小型企业和国内员工。慕尤丁也没有像一些国家那样，向国际国币基金组织（IMF）求助，其百日政策获得经济学者的肯定，认为他有能力振兴国家经济和重组经济循环周期。截至7月20日，政府共发出111亿4000万令吉国家关怀援助金，受惠者达1040万人。
慕尤丁也推广购买国货运动，以减少外汇流失，促进国內消费服务、成立土著繁荣理事会，以提高土著经济地位。他于9月23日再次推出总值近70亿令吉的国家关怀援助金2.0（BPN 2.0），以援助低收入或中等家庭收入的家庭和单身者。2021年1月18日，慕尤丁宣布政府再拨出第五轮总值150亿令吉的大马经济和人民保护援助配套（PERMAI），以协助人民与工商界渡过因2019冠狀病毒病疫情的经济难关。

### 對抗COVID-19疫情
2020年3月16日，马来西亚联邦政府為因應2019冠状病毒病（COVID-19），而在全国实施「2019冠状病毒病马来西亚行动管制令」的防范措施。同年5月22日，马来西亚总审计长聂阿兹曼感染COVID-19，导致一起参加会议的慕尤丁等其他官员都必须居家隔离14天。9月18日沙巴州选举期间，慕尤丁在亞庇向选民强调，国盟政府已成功抗击COVID-19疫情、证明治国能力；卫生部在沙巴州选举后曾建议从當地返回的民众须隔离，国防部則宣布曾前往沙巴投票的人士，在返回西马半岛时不必接受强制隔离14天的措施。9月26日选举结束后，馬來西亞COVID-19确诊病例增加，大多数新增病例来自沙巴或吉打，慕尤丁内阁也有数名部长证实确诊，他們曾至沙巴助选；當中首相署宗教事务部长斯里•祖基菲里在10月3日的国家安全理事特别内阁会议后於同月5日宣布感染COVID-19，使内阁官员皆须隔离，曾主持該場会议的慕尤丁也从6日开始再次居家隔离14天慕尤丁于10月6日承认，许多人在沙巴州选举中未遵守当局规定的竞选标准作业程序，是导致国内确诊病例增加的主因之一。
至12月18日，由於确诊病例突破9万、达9万816宗，民主行动党元老林吉祥引述美国健康指标和评估研究所（Institute for Health Metrics and Evaluation）的预测，到了12月24日圣诞节前，确诊病例将越过10万大关，认为慕尤丁政府没有采取「全政府」和「全社会」的思维和方针对抗COVID-19疫情、辜负人民，质问政府何時才会采取完善措施对抗疫情。最终确诊病例在12月24日突破10万大关，达10万318宗。
2021年7月31日，慕尤丁面對吉隆坡反政府示威，被示威者批評「抗疫不力」，並被要求下台。

### 颁布紧急状态令
2021年1月12日，国家元首苏丹阿都拉陛下批准国盟政府要求遏制国内COVID-19疫情，宣布即日起全国进入紧急状态直到8月1日。首相慕尤丁阐明，全国紧急状态旨在限制政治活动，包括国会和州议会将不会开会，此外，全国大选、州选举及补选都不会举行，至于社会经济活动则会如常运作。慕尤丁承诺，只要独立委员会承认疫情已经趋缓或完全恢复，将会还政于民，可安全举行大选。该决定引起各界人士的不满，反对派希盟对此请求国家元首批准重开国会。反对派阵营认为，国盟政府自1月初以来，其内部斗争已趋向激烈，导致慕尤丁已失去国会大多数议员的支持，因此质疑国盟政府第二次寻求颁布全国紧急状态是为了政治目的，并非为了抗疫。而在紧急状态和国会机能停摆下，国盟政府等于掌握司法大权，也引起大众对国盟獨裁政體的争议。

### 辞职
2021年8月16日，慕尤丁内閣閣員稱慕尤丁將觐见國家元首，届时将递交辭呈。隔日，慕尤丁召開最後一次内閣會議，會上表明其將覲見國家元首並請辭。中午十二点二十三分，慕尤丁官车駛入国家皇宫，並在大约四十分钟后离开。下午，国家王宫发出文告表示國家元首苏丹阿都拉已经接受慕尤丁呈辞，并委任慕尤丁为过渡首相，直到新任首相上位为止。下午3点，慕尤丁通過电视直播宣布他已向國家元首請辭，同時其内阁也已总辞。慕尤丁自2020年3月1日起任相17月又15天。

## 国家复苏理事会主席（2021—2022）
2021年9月2日，慕尤丁获得继任者依斯迈沙比里的任命，受委为国家复苏理事会主席，其职位与部长同级。依斯迈沙比里后来解释有关委任，称慕尤丁自国家复苏理事会成立以来就负责领导该理事会和主持会议，因此政府赋予慕尤丁信任，让他继续领导该理事会。他担任国家复苏理事会主席至2022年12月21日结束。新任首相安华·依布拉欣在重整内阁部门的处理中，该理事会与其他政府机构的职务重叠而决定解散。

## 争议

### 逼宫阿都拉
2016年11月，马来西亚前首相阿都拉·巴达威在新书《阿都拉巴达威传记》中批评慕尤丁的「逼宫」行为，导致他最终被迫卸下巫统主席及首相的职位。

### 评论国內华人投票意向
2009年4月12日，慕尤丁接受《马来前锋报》访谈时发表“华人不懂感恩”言论指出，国阵在西马的两场补选中为华社提供大笔款項，但华人票依然流向人民联盟，反观乡区马来人和印度人则有少许回流国阵的迹象。此言论一出立即引起轩然大波，马华公会与民政党纷纷指责此言论违背了“一个马来西亚”概念，并促请慕尤丁摒弃狭隘的种族主义思维。
慕尤丁于4月14日否认他指责华人不懂得珍惜或不懂得感恩图报。他说：“我想我的马来文很好，但有时一些人不明白我的马来文，但请不要歪曲我的意思，不要故意这样做，以使别人生气我，以为我这位副首相一点都不珍惜华人对国家做出的贡献，我从来没有这样说过。”“我想是华文报章的问题。虽然我不懂华文，但有人向我报告说它们歪曲我的谈话，如果你不了解国语，我们可以送你们去学校重新学习国语，我的国语很直接和清楚，我只是分析武吉干当的情况。”

### 马来人优先论
2010年3月31日，慕尤丁在回应反对党林吉祥挑战他表态是否“马来西亚人优先”时表示：“我是马来人优先，我必须这么说。不过，身为马来人，不代表你不是马来西亚人。”

### 切手指论
2010年4月3日，慕尤丁在吉兰丹马樟挑战吉兰丹州务大臣聂阿兹，称如果丹州政府的发展拨款多过中央政府拨款，他愿意把手指切下来。他声称，尽管丹州由回教党执政，但是大部分发展基金都来自中央政府，中央在第9大马计划下，更拨出70亿令吉作为丹州的发展款项。
|          | 如果州政府给丹州人民的拨款，比起中央政府的拨款来得多，我敢切下我的手指。 |
| ——慕尤丁 |                                                                          |

民主行动党秘书长林冠英随后于4月5日直指“切手指”是日本黑幫山口组的文化，不应出自身为副首相的慕尤丁口中。

### 五一三事件可能重演论
2014年7月4日，据《马来前锋报》报道，慕尤丁认为如果再不努力维持跨种族和谐，特别是让马来人和穆斯林继续被侮辱，马来西亚可能会爆发另一次血腥的五一三事件，此言论引发朝野巨大争议。

### “中资来马抢饭碗”
2017年1月10日，慕尤丁发表“中资来马抢饭碗”言论，掀起轩然大波，國民陣線领袖及中国驻马大使馆都批评他下野后变脸，为达政治目的不惜破坏马中长久以来的友好关系。

### 委任官联公司职位引起诟病
慕尤丁于2020年3月出任首相后，大力革除前朝希盟政府多名政治委任领袖，数名政府机构和前朝政治委任也纷纷主动辞职，或遭国盟政府终止服务。慕尤丁随着委任国盟多名政治人物出掌官联公司引人诟病。
4月12日，掌管国会与法律事务的首相署部长达基尤丁·哈山指出，「凡是没有受委正副部长的国盟后座议员，都会受委掌官相关联公司及机构」，引起诸多批评。反对党希盟抨击国盟政府将官联公司职位当成政治奖励，以维持其不稳定的政权，更批评这是保护所属国会议员和朋党的行为。巫统元老东姑拉沙里也揭露慕尤丁曾献意他担任馬來西亞國家石油顾问，以换取他的支持。但东姑拉沙里以基于宪法明文规定，一旦国会议员担任固定收入职位将失去议员资格，因此他拒绝了这项建议。

### 赞成永久关闭夜总会
2020年9月1日，慕尤丁在“国盟政府汇报半年政绩大会”上致词时表示赞成永久关闭全国所有夜总会，遭到民间人士的非议。

### 阿爸藤鞭论
2020年10月6日，因COVID-19疫情而居家隔离的慕尤丁在电视直播表示：“请原谅若阿爸开始要用藤鞭！”，意指对付所有违反防疫标准作业程序者。此番言论引起反对党议员抨击，并要他用藤条对付自己的部长，而不是用在人民身上。霹雳丹绒马林国会议员郑立慷发表推文说：“阿爸要用藤条？先用在自己的内阁成员身上，就连从土耳其回国好明显违反SOP的部长莫哈末凯鲁丁都还没被控告！”。前任马来西亚青年及体育部长赛沙迪也在推文中写道：“你要鞭打？先鞭打原产业部长凯鲁丁。”

### 人权评论
2021年1月13日，人权观察公布的《2021年世界人权报告》指出，自国盟政府在2020年掌权后，大马人权有恶化现象。由慕尤丁领导的国盟政府放弃建立一个真正独立的警察投诉委员会，对难民和无证移民的待遇采取强硬路线，导致移民拘留中心随后报告确诊的COVID-19病例增加。同时不断打击言论自由、和平集会，并攻击媒体。
2021年12月1日，人民之声公布《2021年人权报告》（2021 Human Rights Report），评论因政治局势不稳定，导致马来西亚无论是在公平审判权、伸张正义权、言论自由、集会自由、公正的投票权、性别权益都有所下降或倒退。人民之声组织文件和监控协调员郑至健（Kenneth Cheng）表示，由于政治观点不同，在《1948年煽动法令》和《1998年通讯与多媒体法令》下的案件有所增加。而全国紧急状态所实施的打击假新闻条例，令新闻记者持续受到警方的骚扰和恐吓。尽管活动人士只是行使了集会自由的权力，但依然在《2021年和平集会法令》下受到调查，而人权捍卫者和政治活动人士则继续被传召。人民之声在经过长期观察后表示，马来西亚从一个擅长应对COVID-19疫情的国家转变为全球最糟糕的国家之一，是因为慕尤丁政府过于关注政治权力，而不是关注大流行本身。并质疑内政部公布在羁押期间的死亡人数与人权监督组织所提供数字之间存在巨大差异。

### 名称争议
2021年4月2日，沙亚南高等法院撤销慕尤丁于2020年兼任内政部长期间所签署的一项拘留令，原因是他签字时使用别名，而非登记的真实姓名。其身份证马来文注册姓名是“玛希亚丁”（Mahiaddin Md Yasin），而不是一般人常用的“慕尤丁”（Muhyiddin Mohd Yassin）。

### 基督教试图控制马来西亚言论争议与犹太人資助论
慕尤丁在马来西亚第15次全国下议院选举竞选期中，表明希望联盟接受了犹太人資助与基督教试图控制马来西亚，争议引发后引来公正党拉菲兹批评慕尤丁的言论已经违反选举法，马来西亚国家教会协进也批评慕尤丁的言论“不负责任”事后慕尤丁在脸书中表示“自己的言论被断章取义”并发布完整的演讲内容。

### 慕尤丁滥权受贿案
国盟主席慕尤丁今早被控抵触煽动法令，他不认罪，要求审讯，获准以5000令吉，加一名担保人的条件保释候审。现年77岁的慕尤丁也是前首相。今早8点43分，他在多名国盟领袖陪同下抵达话望生法庭大厦。他较后在地庭被控。根据控状，慕尤丁在8月14日晚上10点半至11点50分期间，于话望生县内Perasu垦殖区的一块空地上发表演讲时，触及煽动性质的内容，因而抵触1948年煽动法令第4(1)(b)条文，且可在同一条法令的4(1)条文下受罚。根据控状附件的逐字稿（transcript），慕尤丁的控罪源于他的一段话。他当时表示，尽管在上次大选后得到115名议员支持，时任国家元首却没召见他宣誓出任首相。一旦罪成，可判处罚款最高5000令吉，或监禁最多3年，或两者兼施。聆审本案的法官为聂末达兹米（Nik Mohd Tarmizie Nik Mohd Shukri）。法官择定在11月4日重新过堂。

## 评价
2020年6月，時任卫生总监诺希山赞美慕尤丁上任首个百日内实施的「2019冠状病毒病马来西亚行动管制令」和后续抗疫措施：“卫生部与慕尤丁讨论新冠疫情局势，我很佩服他能果敢落实限行令，因为当时除了中华人民共和国，还没有太多国家采取类似行动。”。同年9月，马来西亚沙巴大学大学生薇薇奥娜与慕尤丁共进晚餐时称赞慕尤丁：「他是个谦卑与很棒的人。」。
国家诚信党主席末沙布形容，慕尤丁乃“无实权”首相，受限于执政同盟的压迫。他说，慕尤丁不知羞，联同希望聯盟“叛徒”夺权，组了“后门政府”，在国会面对反对党挑战时，仅以3张多数票保住政权。
前任马来西亚首相兼祖国斗士党总裁马哈迪·莫哈末在回忆录指出，慕尤丁守住原则不插手正在进行的纳吉·阿都拉萨案件审判和其他案件，但也因此失去了15名巫统国会议员的支持和最后倒台。

## 选举成绩
| 年份 | 选区           | 候选人 | 候选人               | 得票数 | 得票率 | 竞选对手                   | 竞选对手                         | 得票数 | 得票率 | 总票数 | 多数票 | 投票率 |
| ---- | -------------- | ------ | -------------------- | ------ | ------ | -------------------------- | -------------------------------- | ------ | ------ | ------ | ------ | ------ |
| 1978 | 柔佛 P104 巴莪 |        | 慕尤丁（巫统）       | 17,679 | 89.52% |                            | 阿都瓦哈阿都拉曼（回教党）       | 2,069  | 10.48% | 19,748 | 15,610 | 75.08% |
| 1982 | 柔佛 P104 巴莪 |        | 慕尤丁（巫统）       | 19,035 | 83.05% |                            | 三苏丁阿末（回教党）             | 2,652  | 11.57% | 22,921 | 16,383 | 74.86% |
| 1995 | 柔佛 P127 巴莪 |        | 慕尤丁（巫统）       | 21,856 | 83.70% |                            | 罗斯丹塔哈阿都拉曼（四六精神党） | 4,257  | 16.30% | 27,492 | 17,599 | 70.68% |
| 1999 | 柔佛 P127 巴莪 |        | 慕尤丁（巫统）       | 20,132 | 73.35% |                            | 阿里桑瑟（公正党）               | 7,282  | 26.53% | 28,327 | 12,850 | 71.19% |
| 2004 | 柔佛 P143 巴莪 |        | 慕尤丁（巫统）       | 23,679 | 82.64% |                            | 莫哈末阿旺（回教党）             | 4,932  | 17.21% | 29,534 | 18,747 | 65.43% |
| 2008 | 柔佛 P143 巴莪 |        | 慕尤丁（巫统）       | 21,028 | 71.22% |                            | 罗查里加米尔（回教党）           | 8,447  | 28.61% | 30,313 | 12,581 | 75.70% |
| 2013 | 柔佛 P143 巴莪 |        | 慕尤丁（巫统）       | 26,274 | 66.01% |                            | 罗查里加米尔（伊斯兰党）         | 13,432 | 33.75% | 40,612 | 12,842 | 86.79% |
| 2018 | 柔佛 P143 巴莪 |        | 慕尤丁（土著团结党） | 23,558 | 55.21% |                            | 依斯迈莫哈末（巫统）             | 16,631 | 38.97% | 42,672 | 6,927  | 82.83% |
| 2018 | 柔佛 P143 巴莪 |        | 慕尤丁（土著团结党） | 23,558 | 55.21% | 阿末纳法马菲兹（伊斯兰党） | 2,483                            | 5.82%  |        | 42,672 | 6,927  | 82.83% |
| 2022 | 柔佛 P143 巴莪 |        | 慕尤丁（土著团结党） | 24,986 | 45.94% |                            | 依斯干达沙阿都拉曼（人民公正党） | 14,979 | 27.54% | 54,391 | 10,007 | 77.77% |
| 2022 | 柔佛 P143 巴莪 |        | 慕尤丁（土著团结党） | 24,986 | 45.94% | 拉查理依布拉欣（巫统）     | 14,426                           | 26.52% |        | 54,391 | 10,007 | 77.77% |

| 年份 | 选区           | 候选人 | 候选人               | 得票数   | 得票率   | 竞选对手                 | 竞选对手               | 得票数   | 得票率   | 总票数   | 多数票   | 投票率   |
| ---- | -------------- | ------ | -------------------- | -------- | -------- | ------------------------ | ---------------------- | -------- | -------- | -------- | -------- | -------- |
| 1986 | N05 武吉士南邦 |        | 慕尤丁（巫统）       | 不战而胜 | 不战而胜 | 不战而胜                 | 不战而胜               | 不战而胜 | 不战而胜 | 不战而胜 | 不战而胜 | 不战而胜 |
| 1990 | N05 武吉士南邦 |        | 慕尤丁（巫统）       | 9,260    | 80.52%   |                          | 奥玛南峇（四六精神党） | 2,240    | 19.48%   | 11,911   | 7,020    | 76.31%   |
| 2018 | N09 甘蜜       |        | 慕尤丁（土著团结党） | 10,280   | 53.33%   |                          | M阿索占（国大党）      | 7,192    | 37.31%   | 19,278   | 3,088    | 84.83%   |
| 2018 | N09 甘蜜       |        | 慕尤丁（土著团结党） | 10,280   | 53.33%   | 马弗兹莫哈末（伊斯兰党） | 1,806                  | 5.63%    |          | 19,278   | 3,088    | 84.83%   |

## 荣誉

### 马来西亚勋章
- 马来西亚:
  -  联邦王冠效忠领袖勋章 (PSM) – 丹斯里 (1988)[120]
- 柔佛:
  -  柔佛王冠斯里勋章 (SPMJ) – 拿督 (1991)[120]
  -  柔佛王冠丞官勋章 (SMJ) (1980)
  -  苏丹依斯迈星章（银奖） (BSI II) (1979)
  -  苏丹依布拉欣奖章（银奖） (PIS II) (1974)
- 吉打:
  -  苏丹阿都-哈林·慕占沙效忠斯里勋章 (SHMS) – 皇家拿督斯里 (2014)[121]
- 马六甲:
  -  马六甲乌达玛勋章 (DUNM) – 拿督斯里乌达玛 (2019)[122]
- 霹靂:
  -  苏丹阿玆兰沙勋章 (SPSA) – 皇家拿督斯里 (2010)[123]
- 玻璃市:
  -  玻璃市王冠斯里勋章 (SPMP) – 拿督斯里 (2007)
- 森美蘭:
  -  森美兰斯里乌达玛荣誉勋章 (SUNS) – 拿督斯里乌达玛 (2010)[124]
- 沙巴:
  -  神山领袖勋章 (SPDK) – 拿督斯里邦里玛 (2010)[125][126]
- 砂拉越:
  -  犀鸟之星拿督巴丁宜勋章 (DP) – 拿督巴丁宜 (2010)[127]
  -  砂拉越之星国家领袖勋章 (PNBS) – 拿督斯里 (2008)[128]